# San Isidro Cuatepec
San Isidro Cuatepec är en ort i Mexiko.   Den ligger i kommunen Milpa Alta och delstaten Distrito Federal, i den sydöstra delen av landet, 26 km sydost om huvudstaden Mexico City. San Isidro Cuatepec ligger 2 374 meter över havet och antalet invånare är 670.
Terrängen runt San Isidro Cuatepec är varierad, och sluttar norrut. Runt San Isidro Cuatepec är det tätbefolkat, med 411 invånare per kvadratkilometer. Närmaste större samhälle är Iztapalapa, 16,6 km norr om San Isidro Cuatepec. Trakten runt San Isidro Cuatepec består till största delen av jordbruksmark.